# 正則関数の解析性
この記事では正則関数の解析性（英: Analyticity of holomorphic functions）について述べる。複素解析において、複素変数 z の複素数値関数 f が
- 点 a において正則であるとは、a を中心とするある開円板内のすべての点において微分可能であることをいい、
- a において解析的であるとは、a を中心とするある開円板において収束冪級数

{\displaystyle f(z)=\sum _{n=0}^{\infty }c_{n}(z-a)^{n}}
として展開できることをいう（これは収束半径が正であることを意味する）。
複素解析の最も重要な定理の1つは、正則関数は解析的であることである。この定理の系として以下のようなものがある。
- 2つの正則関数が、それらの定義域の共通部分に含まれる集積点をもつ無限集合 S のすべての点で一致するならば、集合 S を含む定義域の任意の連結開部分集合のすべての点で一致するという一致の定理。
- 冪級数は無限回微分可能であるから正則関数もまた無限回微分可能である（実微分可能な関数の場合とは対照的である）。
- 収束半径は中心 a から最も近い特異点までの距離であり、特異点が無いとき（すなわち f が整関数であるとき）は収束半径は無限大である。厳密には、これは定理の系ではなく、証明の副産物である。
- 複素平面上の（恒等的に 0 でない）隆起関数は整関数ではない。とくに、複素平面の任意の連結開集合に対し、その集合上定義された正則な隆起関数は存在しない。そのため、1の分割が使えないから複素多様体の研究に重要な影響がある。対照的に、1の分割は任意の実多様体上に用いることのできる道具である。

## 証明
コーシーが最初に与えた議論はコーシーの積分公式と
{\displaystyle {\frac {1}{w-z}}}
の冪級数展開を用いる。D を a を中心とする開円板とし、f は D の閉包を含むある開近傍のいたるところで微分可能であるとする。C を D の境界である正の向き（すなわち反時計回り）の円とし、z を D 内の点とする。コーシーの積分公式から、次が成り立つ：
{\displaystyle {\begin{aligned}f(z)&{}={1 \over 2\pi i}\int _{C}{f(w) \over w-z}\,\mathrm {d} w\\[10pt]&{}={1 \over 2\pi i}\int _{C}{f(w) \over (w-a)-(z-a)}\,\mathrm {d} w\\[10pt]&{}={1 \over 2\pi i}\int _{C}{1 \over w-a}\cdot {1 \over 1-{z-a \over w-a}}f(w)\,\mathrm {d} w\\[10pt]&{}={1 \over 2\pi i}\int _{C}{1 \over w-a}\cdot {\sum _{n=0}^{\infty }\left({z-a \over w-a}\right)^{n}}f(w)\,\mathrm {d} w\\[10pt]&{}=\sum _{n=0}^{\infty }{1 \over 2\pi i}\int _{C}{(z-a)^{n} \over (w-a)^{n+1}}f(w)\,\mathrm {d} w.\end{aligned}}}
積分と無限和の交換は以下のように正当化される。{\displaystyle f(w)/(w-a)} は C 上正数 M によっておさえられ、一方、C 内の任意の w に対しても、ある正数 r に対し
{\displaystyle \left|{\frac {z-a}{w-a}}\right|\leq r<1}
が成り立つ。したがって C 上
{\displaystyle \left|{(z-a)^{n} \over (w-a)^{n+1}}f(w)\right|\leq Mr^{n}}
が成り立ち、ワイエルシュトラスのM判定法によって級数は C 上一様収束するので、 和と積分は交換できる。
因子 (z − a)n は積分の変数 w に依らないから、くくりだすことができ、次の式を得る：
{\displaystyle f(z)=\sum _{n=0}^{\infty }(z-a)^{n}{1 \over 2\pi i}\int _{C}{f(w) \over (w-a)^{n+1}}\,\mathrm {d} w.}
これは z についての冪級数の求める形
{\displaystyle f(z)=\sum _{n=0}^{\infty }c_{n}(z-a)^{n}}
であり、係数は
{\displaystyle c_{n}={1 \over 2\pi i}\int _{C}{f(w) \over (w-a)^{n+1}}\,\mathrm {d} w}
である。

## 注意
- 冪級数は項別微分できるから、上の議論を逆向きに適用し、

{\displaystyle {\frac {1}{(w-z)^{n+1}}}}
の冪級数表現を考えると、
{\displaystyle f^{(n)}(a)={n! \over 2\pi i}\int _{C}{f(w) \over (w-a)^{n+1}}\,dw}
を得る。これは導関数に対するコーシーの積分公式である。したがって上で得られた冪級数は f のテイラー級数である。
- z が f の任意の特異点よりも中心 a に近い任意の点である場合、この議論は成り立つ。よって、テイラー級数の収束半径は a から最も近い特異点への距離よりも小さくはなれない（また大きくもなれない、なぜならば冪級数は収束円の内側に特異点を持たないからである）。
- 一致の定理の特別な場合は前述の注意から従う。2つの正則関数が（かなり小さくてもよい）a の開近傍 U 上一致するならば、それらは開円板 Bd(a) 上一致する、ただし d は a から最も近い特異点までの距離である。